# Piatto del Seder di Pesach

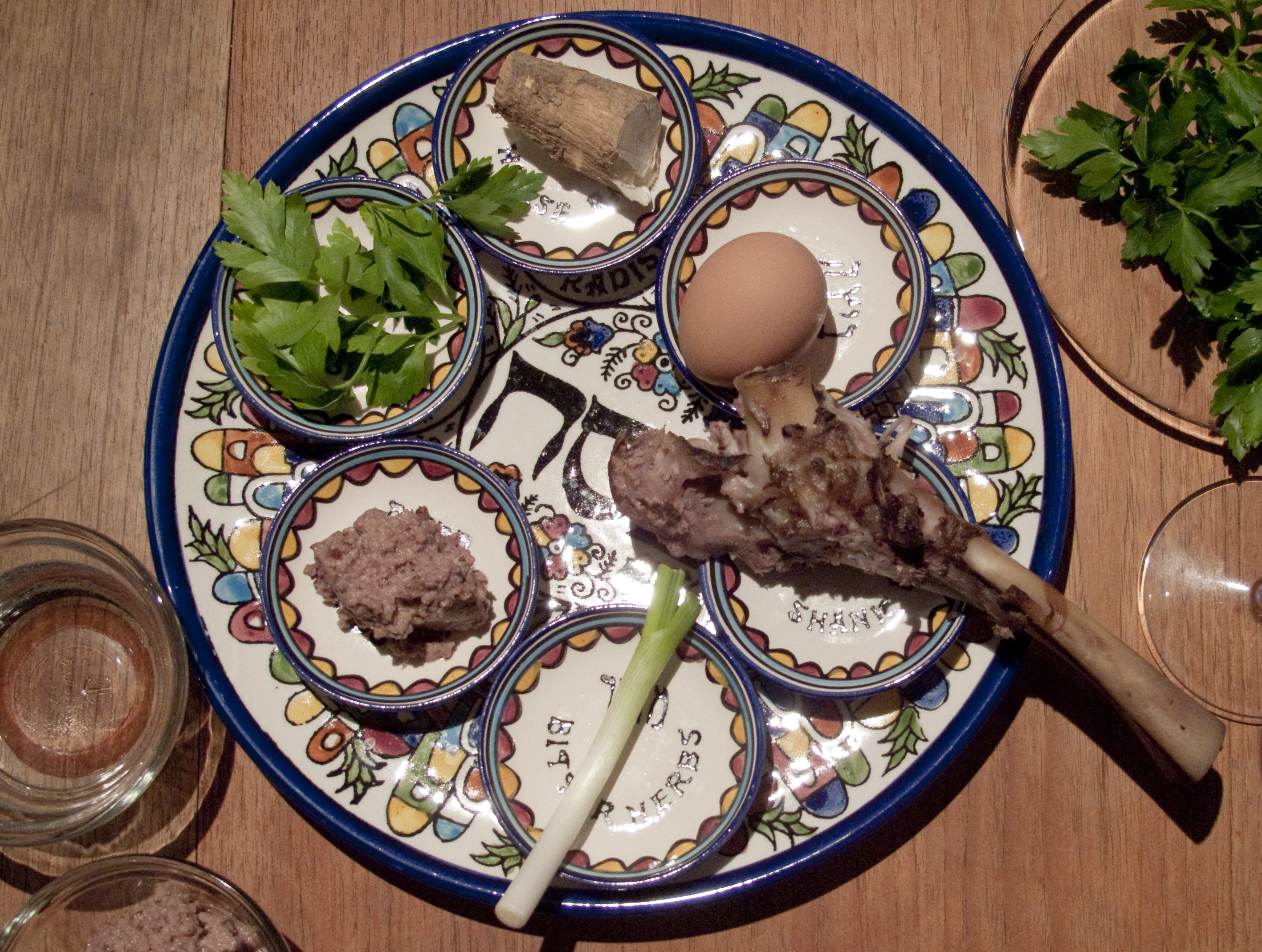
La tipica composizione del Seder di Pesach

Il piatto del Seder di Pesach (in ebraico קערה‎?, ke'ara) è un piatto di specifica fattura contenente cibi simbolici che vengono consumati o solamente mostrati durante questa celebrazione. Lo scopo del piatto è quello di tramandare e valorizzare le tradizioni del popolo ebraico attraverso il cibo. Il piatto è progettato per esprimere l'unicità della celebrazione pasquale. Un altro possibile scopo è quello di tenere gli ingredienti vicini tra loro, pronti per la notte del Seder di Pesach.

## I cibi simbolici
Ciascuno dei sei elementi disposti sul piatto ha un significato specifico allo scopo di ripercorrere, attraverso il pasto rituale, la storia della Pasqua ebraica e dell'esodo dall'Egitto. I tre matzos, corrispondenti al settimo elemento simbolico, non sono considerati una vera e propria parte del piatto del Seder di Pesach. I sei elementi tradizionali del piatto del Seder di Pesach sono:

### Maror e Chazeret
Maror e Chazeret - Questi termini ebraici si riferiscono a erbe amare, che simboleggiano appunto la durezza e l'amarezza della schiavitù sofferta dagli ebrei in Egitto. Nella tradizione ebraica ashkenazita l'indivia, la lattuga romana fresca (entrambe rappresentanti la durezza delle invasioni romane) o il rafano possono essere consumate come Maror, per obbedire al comandamento di mangiare erbe amare durante il Seder di Pesach. Il termine Chazeret corrisponde ad altre erbe amare, tra le quali di solito figura sempre la lattuga romana, utilizzata nella preparazione del korech, un "panino" pasquale .

### Charoset
Charoset - Una miscela dolce di colore marrone che rappresenta la malta e i mattoni usati dagli schiavi ebrei per costruire i granai o le piramidi d'Egitto. Nelle case degli ebrei ashkenaziti, il Charoset viene tradizionalmente preparato con noci tritate, mele grattugiate, cannella e vino rosso dolce.

### Karpas
Karpas - Il termine si riferisce a tipi di verdure diverse dalle erbe amare. Queste hanno lo scopo di rappresentare speranza e rinnovamento. La verdura scelta viene immersa in acqua salata all'inizio della celebrazione. Di solito vengono utilizzati prezzemolo o altre verdure di colore verde. Alcuni sostituiscono il prezzemolo con cipollotto tritato (a rappresentare l'amarezza della schiavitù in Egitto) o con patate (che rappresentano la dura condizione patita dagli ebrei nei ghetti nella Germania nazista e in altri paesi europei). Le gocce che cadono dopo aver immerso le verdure nell'acqua salata sono una rappresentazione visiva delle lacrime, un ricordo simbolico del dolore provato dagli schiavi ebrei in Egitto. Di solito, in uno Shabbat o un pasto festivo, durante la celebrazione del kiddush, la prima cosa da mangiare dopo aver bevuto il vino è il pane. Durante il Seder di Pesach, invece, la prima cosa consumata dopo il kiddush è una verdura. Segue immediatamente la famosa domanda, Ma Nishtana: "Perché questa notte è diversa da tutte le altre?"
L'elemento del Karpas simboleggia anche la primavera, dato che gli ebrei celebrano la Pasqua in questa stagione.

### Zeroah
Zeroah  (Z'roa)  è solitamente uno stinco d'agnello arrostito. È un pezzo particolare, in quanto unico elemento di carne del piatto. Rappresenta il "Korban Pesach" (o sacrificio pasquale) di un agnello il cui sangue fu "spruzzato" dagli israeliti schiavi in Egitto sulle porte delle proprie case, in modo che Dio "passasse oltre" quelle abitazioni durante la decima piaga.

### Beitzah
Beitzah - Un uovo bollito, a simboleggiare il korban chagigah (il sacrificio festivo) che veniva offerto al tempio di Gerusalemme, viene poi arrostito al forno e consumato come parte del pasto del Seder. Sebbene sia il sacrificio di Pesach che quello del chagigah fossero in origine di carne, oggi per il chagigah si utilizza un uovo, simbolo del lutto (le uova sono tradizionalmente la prima pietanza servita dopo un funerale ebraico), richiamando il sentimento di dolore per la distruzione del Tempio di Gerusalemme e la conseguente impossibilità di offrire proprio lì i sacrifici ordinati nei testi sacri in occasione della Pasqua. L'uso dell'uovo nel Seder di Pesach viene attestato per la prima volta in un commento del rabbino Moses Isserles riportato nel Shulchan Aruch, testo normativo ebraico del XVI secolo, ma il periodo preciso in cui iniziò tale usanza è sconosciuto. L'uovo non viene comunque utilizzato durante la parte cerimoniale "ufficiale" del Seder. Alcuni ne mangiano uno sodo immerso in acqua salata o aceto come antipasto. L'uovo è anche il simbolo del cerchio della vita: nascita, riproduzione e morte.

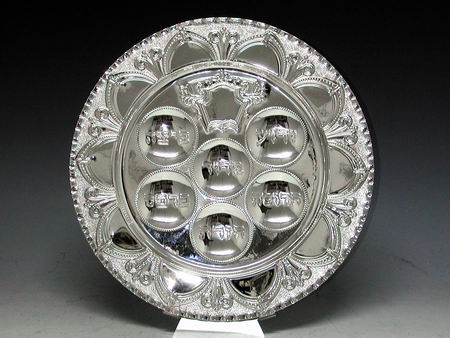
Piatto del Seder di Pesach in argento sterling

Molti dei piatti decorativi e artistici del Seder di Pesach, venduti nei negozi d'arte cerimoniale ebraica, possiedono già gli spazi separati per la suddivisione delle varie pietanze simboliche.

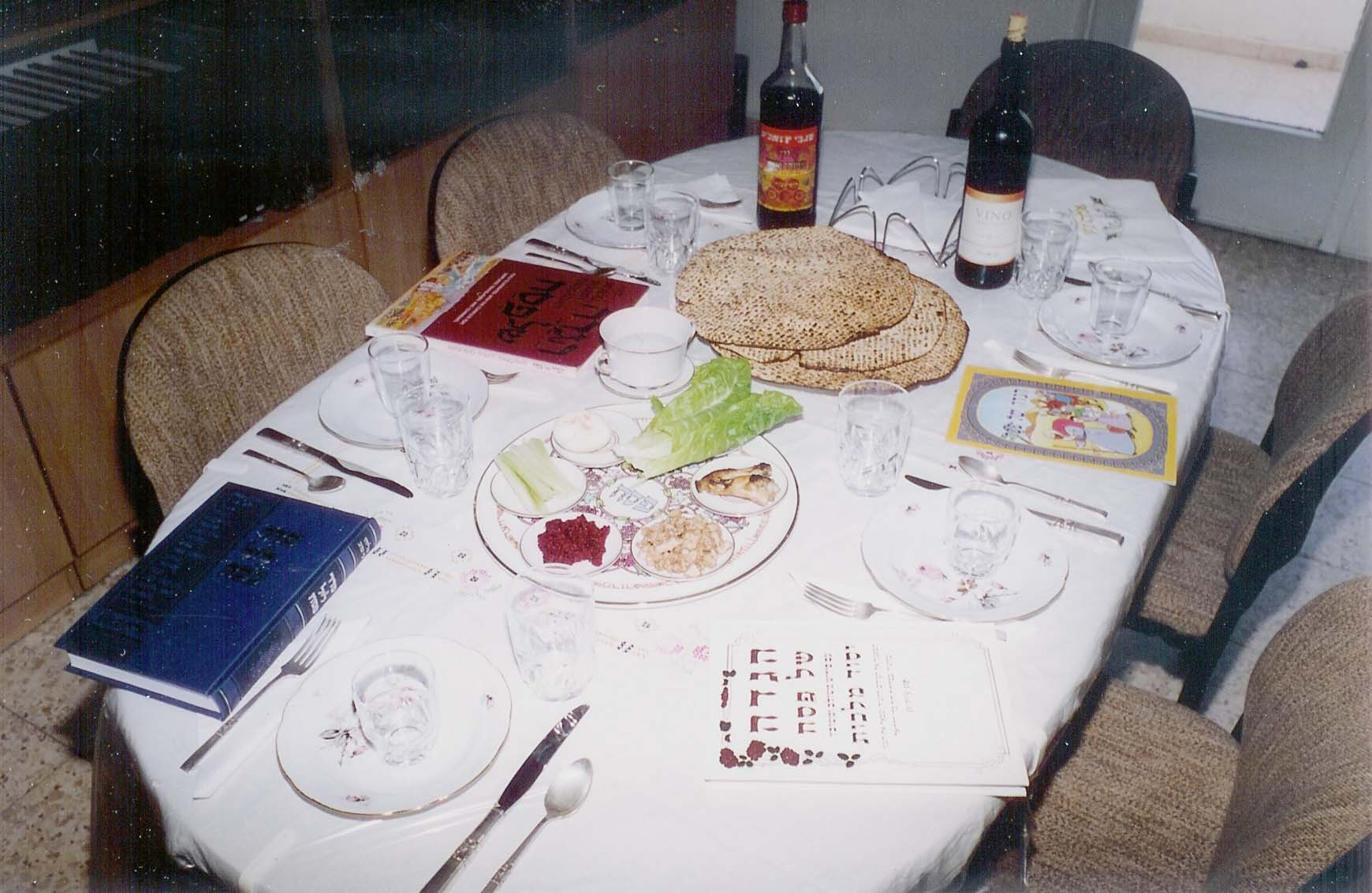
Tavola apparecchiata per il Seder con sopra: il tipico piatto del Seder di Pesach, acqua salata; matza; del vino kosher e una copia del testo Haggadah per ciascuno degli ospiti.

### I Tre Matzot
Il sesto elemento simbolico sul tavolo Seder di Pesach è un altro piatto contenente tre matzot, impilati e separati l'uno dall'altro da tovaglioli. Il matzah centrale viene spezzato e una metà viene messa da parte per essere consumato successivamente come afikoman. La parte superiore e l'altra metà del matzot centrale vengono poi utilizzate per l'hamotzi (la benedizione del pane), e il matzah inferiore viene successivamente utilizzato per la preparazione del korech ("panino" di Hillel).

### Acqua salata
L'acqua salata non fa tradizionalmente parte del Piatto del Seder, ma viene comunque posta sul tavolo in un recipiente a sé. Tuttavia, viene a volte utilizzata come uno dei sei elementi tradizionali al posto del chazeret. L'acqua salata sta a rappresentare le lacrime degli israeliti ridotti in schiavitù.

## Varianti

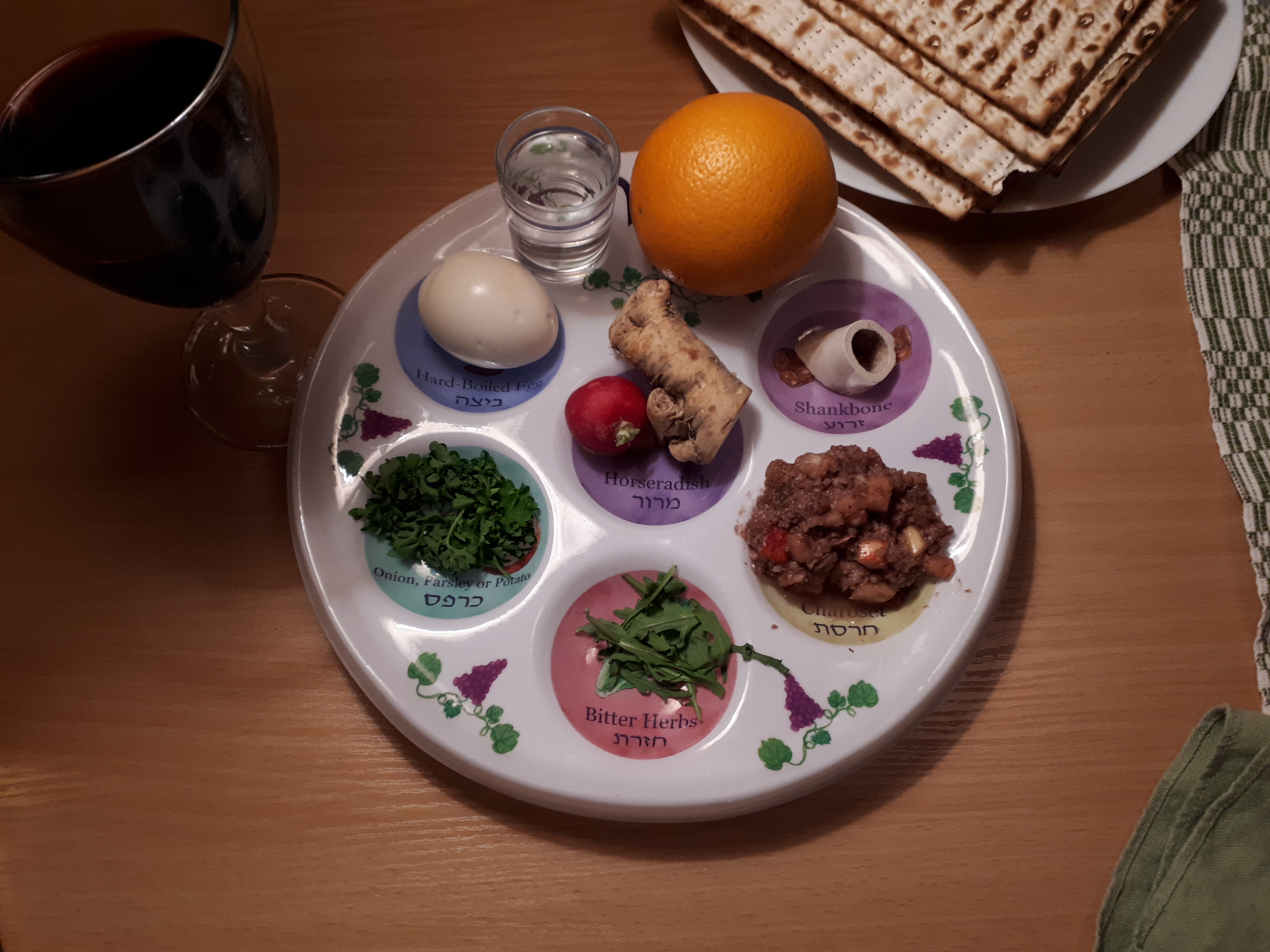
Piatto del Seder con un'arancia.

- Aceto - Gli ebrei tedeschi e persiani includono tradizionalmente l'aceto per il piatto del Seder, accanto all'elemento fondamentale del karpas . Il karpas viene dunque immerso in aceto e non in acqua salata.[4]
- Olive – Ad alcuni piatti seder viene aggiunta un'oliva per esprimere solidarietà ai palestinesi. Nel 2008, il Jewish Voice for Peace lanciò un appello per aggiungere un'oliva in ricordo delle piante d'ulivo sradicate in Palestina.[5] L'aggiunta di questo elemento al piatto come appello alla pace tra Israele e Palestina[6] è ben vista[7][8][9][10][11] da alcuni ebrei.[12][13]
- Arancio - Alcuni ebrei includono nel piatto un'arancia.[14] L'arancia è simbolo di fertilità e fruttuosità. La sua presenza nel piatto sta a rappresentare il concetto che tutti gli ebrei, incluse alcune categorie particolarmente emarginate come le donne o gli omosessuali, possono essere membri attivi nella comunità ebraica. Un'idea comune, sebbene errata, è che la tradizione ebbe inizio quando un uomo disse a Susannah Heschel che, per una donna, svolgere il servizio rituale in una sinagoga avrebbe senso tanto quanto ne avrebbe per un'arancia essere nel piatto del Seder di Pesach. In realtà, tale tradizione iniziò quando la stessa Heschel parlò all'Oberlin College di Hillel, dove lesse uno dei primi testi haggadah femministi ed in particolare il racconto di una giovane lesbica ebrea alla quale il suo rabbino disse: "una lesbica ha senso nell'ebraismo tanto quanto i cibi chametz (lievitati) ne hanno alla tavola del Seder."[15] La Heschel e quelle donne dell'Oberlin College capirono che mettere il pane nel piatto del Seder avrebbe significato accettare l'idea che ebrei gay e lesbiche fossero incompatibili con il giudaismo così come lo sono gli chametz con la Pasqua ebraica . Fu così che, durante il seguente Seder, pensò di usare un'arancia come simbolo di inclusione per lesbiche, gay e altri emarginati dalla comunità ebraica. I partecipanti mangiano uno spicchio di arancia, sputando i semi in segno di rifiuto verso l'omofobia.[16]